# Rechtsrheinisch

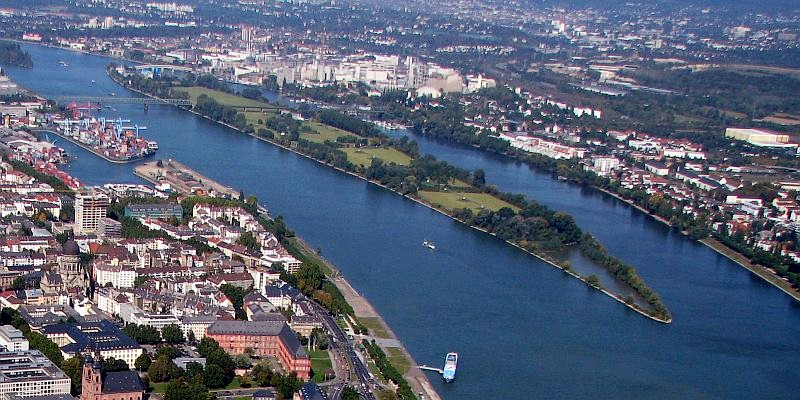
Das linksrheinische Mainz im Vordergrund und das rechtsrheinische zu Wiesbaden gehörende Mainz-Amöneburg am anderen Rheinufer

Rechtsrheinisch ist eine geographische Lagebezeichnung für die Gegenden, die an dem in Stromrichtung rechten Ufer des Rheins gelegen sind. Der Begriff ist abgeleitet von den Begriffen Orographisch links und rechts. Nachweisbar ist der Begriff für den Stromabschnitt, in dem auch das linke Rheinufer zu Deutschland gehört. Auch in der Schweiz ist der Begriff gebräuchlich, z. B. für Kleinbasel. 
Namentlich werden Stadtteile von Köln, Bonn (dort werden die rechtsrheinisch gelegenen Stadtgebiete auch als Schäl Sick bezeichnet) und Mainz als rechtsrheinisch bezeichnet. Auch Duisburg und Düsseldorf haben Stadtteile auf beiden Seiten des Rheins. In Konstanz liegen die Stadtteile Altstadt und Paradies auf der südlichen linken Seite des Seerheins, die übrigen rechtsrheinischen Stadtteile liegen nördlich.
Die Gegend am linken Rheinufer wird entsprechend als linksrheinisch bezeichnet, aus französischer Sicht als cisrhenanisch („diesseits des Rheins“), siehe Cisrhenanische Republik. Das rechtsrheinische Gebiet liegt von Frankreich aus transrhenanisch („jenseits des Rheins“). Die beiden Bahnstrecken an den Ufern des Mittelrheins werden in diesem Sinn rechte Rheinstrecke und linke Rheinstrecke genannt.

## Geschichte
Die Begriffe rechtsrheinisch und linksrheinisch sind nachgewiesen, seitdem das linke Rheinufer 1794 an Frankreich fiel, der Fluss mithin zur Staatsgrenze wurde. So ist aus dem Jahr 1796 ein „Avertissement des Generals Moreau“ überliefert, worin er die „rechtsrheinischen bischöfl. Scheyn’schen Lande als neutral behandeln lassen zu wollen verspricht“.
Auch die Rheininseln wurden den beiden Seiten zugeordnet, da im Frieden von Lunéville 1801 die Fahrrinne der stromabwärts fahrenden Schiffe als Grenze Frankreichs festgelegt wurde. Damit gehörten die Inseln links der Fahrrinne zum Linken Rheinufer und zu Frankreich, die anderen rechtsrheinischen zu Deutschland. Näheres hierzu ist bei der Königsklinger Aue beschrieben.
Nachgewiesen ist der Begriff rechtsrheinisch ferner durch die Gründung der Eisenbahndirektion Cöln rechtsrheinisch der Preußischen Staatseisenbahnen am 1. April 1880. Das Gegenwort linksrheinisch erscheint ferner im Text des Vertrages zum Waffenstillstand von Compiègne vom 11. November 1918.

## Anwendungsbeispiele
- Turn- und Sportverein 1874 Köln rechtsrheinisch e. V.
- DRK-Bereitschaft Bonn rechtsrheinisch
- Rheinhöhenweg rechtsrheinisch